# Euplexia venosa
Euplexia venosa là một loài bướm đêm trong họ Noctuidae.